# Y todo queda en nada
«Y todo queda en nada» es el título de una balada interpretada por el artista puertorriqueño-estadounidense Ricky Martin, se incluyó en su séptimo álbum de estudio y quinto realizado en español, Almas del silencio (2003). La canción fue escrita y producida por Estéfano y coescrita por Julio C. Reyes.
Las compañías discográficas Sony Discos y Columbia Records la lanzaron el 1 de diciembre de 2003 en los Estados Unidos e Hispanoamérica como el quinto y último sencillo del mencionado álbum.

## Video musical
Gustavo Garzón dirigió el videoclip de «Y todo queda en nada». Anteriormente trabajó con Ricky Martin en los vídeos de «Te extraño, te olvido, te amo», «Fuego de noche, nieve de día» y «Perdido sin ti» Está protagonizado por la modelo venezolana Luzia Vivas, quien en una entrevista declaró:
La historia del vídeo es muy romántica, trata de una chica que le deja, entonces él se obsesiona con ella y siente que la ve en todas partes, incluso en la cara de otras mujeres". Además, no tenemos contacto hasta el final del vídeo, cuando aparezco en una ventana y Ricky intenta tocarme, pero de repente desaparezco, es muy melancólico, indicado.
El videoclip fue filmado en diferentes locaciones de la Ciudad de México durante su visita al país y fue estrenado en el programa ¡Despierta América!, de la cadena Univisión.

## Posición en rankings
La canción llegó al número uno en la lista Billboard Hot Latin Tracks en los Estados Unidos y se mantuvo en la cima durante una semana. También alcanzó el número dos en el Billboard Latin Pop Airplay y Billboard Latin Tropical Airplay.

#### Rankings Semanales
| Listas (2003-2004)                    | Máxima posición |
| ------------------------------------- | --------------- |
| México (Associated Press)             | 7               |
| U.S. Billboard Bubbling Under Hot 100 | 9               |
| U.S. Billboard Radio Songs            | 82              |
| U.S. Billboard Hot Latin Tracks       | 1               |
| U.S. Billboard Latin Pop Airplay      | 2               |
| U.S. Billboard Latin Tropical Airplay | 2               |

#### Rankings anuales
| Lista (2004)                     | Máxima posición |
| -------------------------------- | --------------- |
| U.S. Billboard Hot Latin Tracks  | 4               |
| U.S. Billboard Latin Pop Airplay | 3               |

### Sucesión en las listas
| Predecesor: «Te quise tanto» de Paulina Rubio | U.S. Billboard Hot Latin Tracks — Sencillo n.º. 1 27 de marzo de 2004 - 2 de abril de 2004 | Sucesor: «Te quise tanto» de Paulina Rubio |

## Premios y nominaciones
| Año  | Premio                | Categoría                | Resultado | Referencia |
| ---- | --------------------- | ------------------------ | --------- | ---------- |
| 2005 | Premio lo Nuestro     | Canción Pop del año      | Nominada  | [ 6 ]      |
| 2005 | Premios Latinos ASCAP | Canción del año          | Ganadora  | [ 7 ]      |
| 2005 | Premios Latinos ASCAP | Mejor Canción Balada/Pop | Ganadora  | [ 7 ]      |
| 2005 | Premios Latinos BMI   | Canción Ganadora         | Ganadora  | [ 8 ]      |